# Áron Márton
Dans le nom hongrois Márton Áron, le nom de famille précède le prénom, mais cet article utilise l’ordre habituel en français Áron Márton, où le prénom précède le nom.
Áron Márton, né le 28 août 1896 à Csíkszentdomokos et mort le 29 septembre 1980 à Alba Iulia,  est un prélat catholique hongro-roumain, évêque d'Alba Iulia de sa nomination à la fin de 1938 jusqu'à sa démission en 1980. Il servit de prélat pendant une période tumultueuse comprenant la Seconde Guerre mondiale et l'émergence du régime communiste en Roumanie. Entre juin 1949 et 1955, il fut arrêté par les autorités communistes. En juillet 1949, il fut élevé au rang d'archevêque « ad personam » par le pape Pie XII.
L'organisation Yad Vashem l'a honoré le 27 décembre 1999 en tant que « Juste parmi les nations » pour ses efforts visant à mettre un terme à l'expulsion de juifs roumains et hongrois au cours de la Seconde Guerre mondiale.
Il porte le titre de « Serviteur de Dieu ».

## Biographie

### Jeunesse et prêtrise
Áron Márton est né de parents paysans Sicules à Csíkszentdomokos, dans le pays sicule, situé alors en Autriche-Hongrie, le 28 août 1896.
Il obtient son diplôme d'études secondaires en 1915 à Gyulafehérvár et est enrôlé dans l'armée austro-hongroises peu après. Il participe à des batailles de la Première Guerre mondiale en tant que lieutenant et fut blessé à plusieurs reprises (à Doberdo puis à Oituz et à Asiago). À la fin de la guerre, il trouva du travail en tant qu’agriculteur et ouvrier métallurgiste à Brașov de 1918 à 1920.
En 1920, il commence ses études théologiques à Alba Iulia et devint aussitôt chapelain à Ditrău (juillet 1924 - 1er juillet 1925) après avoir été ordonné prêtre en 1924 (à Alba Iulia) par Gusztáv Károly Majláth. Il est ensuite nommé aumônier à Gheorgheni le 1er juillet 1925, puis professeur de religion dans cette ville de 1926 à 1928. Il devient ensuite professeur d'études théologiques dans différentes localités et a enseigné dans une école secondaire de 1928 à 1929 dans le comptés de Mureș. Il est ensuite prêtre à Turnu Roșu du 1er juillet 1929 au 1er octobre 1930. Il a également été aumônier de la cour et archiviste du diocèse d'Alba Iulia avant de servir en tant que prêtre au collège de Cluj. Le 15 mars 1936, il fut brièvement administrateur de la paroisse Saint-Michel de Cluj.

### Évêque
Le 24 décembre 1938, il est nommé évêque d'Alba Iulia dans un décret signé par le pape Pie XI. Il reçoit sa consécration épiscopale en 1939 d'Andrea Cassulo, juste après le décès de ce pape, avant d'être intronisé dans son nouveau siège épiscopal. Áron Márton est l'un des premiers intellectuels à s'opposer publiquement aux préparatifs de la Seconde Guerre mondiale. Il resta dans le sud de la Roumanie, qui faisait partie de cette dernière après le deuxième arbitrage de Vienne en 1940. Dans un discours prononcé devant l'église Saint-Michel (lors d'une visite à Kolozsvár, le 18 mai 1944, pour l'ordination de trois nouveaux prêtres), il condamne la déportation des Juifs roumains et hongrois. Au cours de la même semaine, le 22 mai, il écrit également au gouvernement hongrois, ainsi qu’à la police locale et à d’autres autorités pour demander l’interdiction de la déportation. Il n'obtient pas de réponse et fut expulsé d'Alba Iulia.
En 1945, après la mort du cardinal Jusztinián Serédi, le pape Pie XII souhaite que Áron Márton devienne le prochain cardinal de Hongrie, dirigeant ainsi le siège vacant de Serédi. Mais ce souhait se heurte à l'opposition des communistes hongrois qui voient un autre prélat pour ce poste.
Áron Márton continue d'être un ardent défenseur de la liberté religieuse et des droits de l'homme, ce qui fait de lui un opposant au régime communiste roumains instauré en 1947. Il est arrêté le 21 juin 1949 et condamné à la réclusion à perpétuité en 1951. En 1949, Pie XII l'éleve au rang d'archevêque « ad personam ». Il est emprisonné à Jilava en banlieue de Bucarest, puis à Aiud, en Transylvanie, avant d'être transféré dans le nord du pays à Sighetu Marmației en septembre 1951. Il a été finalement libéré en 1955.
Il décide de revenir à son évêché après sa libération, où il reçoit un accueil chaleureux de la part d'une foule enthousiaste. Cela posa problème aux autorités et il est confiné à la détention à domicile par la suite. Áron Márton n'a pas été autorisé à quitter l'épiscopat pendant la décennie qui suivit et est autorisé à en sortir plus tard en 1967. Il est libéré à la suite de négociations que le cardinal Franz König avait menées à Bucarest. Mais Márton restera toujours prudent face au harcèlement possible de la part des autorités et des volontaires l'accompagnaient souvent lors de ses visites pastorales pour assurer sa sécurité. Il a été président de la Conférence épiscopale de Roumanie de 1970 à 1980.

### Dernières années
En 1972, il est diagnostiqué d'un cancer. Il présente sa démission de son diocèse au pape Jean-Paul II. Cette démission a été acceptée le 2 avril 1980. Il meurt peu de temps après, le 29 septembre, et a été inhumé dans la cathédrale diocésaine. Le 27 décembre 1999, il reçoit le titre posthume de « Juste parmi les nations » de Yad Vashem pour ses activités de défense des Juifs pendant la guerre.